# Sergiu Nicolaescu

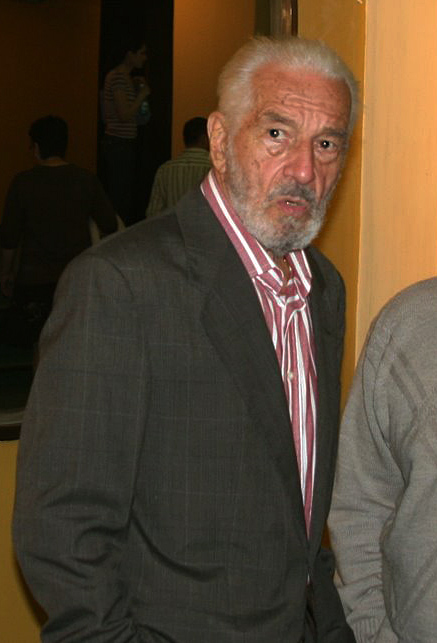
Sergiu Nicolaescu (April 2008)

Sergiu Nicolaescu (* 13. April 1930 in Târgu Jiu; † 3. Januar 2013 in Bukarest) war ein rumänischer Schauspieler, Filmregisseur und Politiker.

## Leben
Im Alter von fünf Jahren verließ Nicolaescu mit seinen Eltern seine Geburtsstadt; die Familie zog nach Timișoara. Er absolvierte die Polytechnische Universität Bukarest mit einem Diplom als Ingenieur und arbeitete danach im Bereich Dokumentarfilm und aktuelle Berichterstattung für das Studioul Cinematografic Alexandru Sahia.
Nicolaescu drehte eine Reihe Dramen, Abenteuerfilme und historische Stoffe sowie Kriminalfilme. Am bekanntesten sind die beiden Streifen Dacii (1966) und Mihai Viteazul (1970). Dreimal wurde er beim Moskauer Filmfest für den „Goldenen Preis“ nominiert: 1970 für Mihai Viteazul, 1976 für Osânda und 1985 für Ringul. Seine 1962 beginnende Karriere als Regisseur umfasst über 50 Filme.
Nach der Revolution von 1989, an der sich Nicolaescu beteiligte und während der er in den Rat der Front zur Nationalen Rettung aufgenommen wurde, unterstützte er die Partei Frontul Salvării Naționale und wurde mehrmals als deren Vertreter in verschiedene Gremien gewählt. Später trat er zur Partidul Social Democrat (PSD) über. Auf seine Initiative hin wurde ein Untersuchungsausschuss zu den Ereignissen des Dezembers 1989 ins Leben gerufen, den er zunächst leitete. 2004 wurde Nicolaescu von Ion Iliescu in den Nationalen Rat des Institutului Revoluției Române berufen. 2011 trat er aus der PSD aus. Nachdem er am 28. Dezember 2012 wegen einer Peritonitis operiert worden war, traten einige Tage später Herz- und Lungenprobleme auf. Am 3. Januar 2013 verstarb Nicolaescu im Bukarester Krankenhaus Elias.
1989, 1990, 1992, 1993 und 1994 inszenierte Sergiu Nicolaescu die Karl-May-Spiele Bad Segeberg.

## Filmografie (Auswahl)

### Regisseur
- 1966: Der letzte große Sieg der Daker (Dacii)
- 1970: Kampf der Könige (Mihai Viteazul) (zwei Teile)
- 1971: Der Seewolf (Fernseh-Miniserie, Ko-Regie)
- 1972: Mit reinen Händen (Cu minile curate)
- 1973: Die letzte Patrone (Ultimul cartus)
- 1974: Ein Kriminalkommissar klagt an (Un comisar acuza)
- 1974: Zwei Jahre Ferien (Fernseh-Miniserie, Ko-Regie)
- 1975: Die Unsterblichen (Nemuritorii)
- 1976: Fahrerflucht (Accident)
- 1976: Die Verurteilung (Osinda)
- 1978: Die Revanche (Revansa)
- 1979: Killeny, der singende Hund (Mihail)
- 1979: Wer ist Milliardär (Nea Marin miliardar)
- 1981: Das Duell (Duelul)
- 1982: Die Begegnung (Intilnirea)
- 1983: Im Ring (Ringul)
- 1984: Ciuleandra (Ciuleandra)
- 1989: Kreuzritter 7 – Schlacht um die Ehre (Mircea)
- 1990: Kreuzritter 6 – Für König und Vaterland (Coroana de foc)
- 1996: Cry of Redemption – Punkt Null (Punctul zero)
- 1999: Triunghiul mortii
- 2004: Orient Express
- 2008: Supravietuitorul
- 2009: Carol I
- 2010: Poker
- 2012: Ultimul corupt din România

### Werke
- Revoluția. Începutul adevărului, Ed. Topaz, București 1995
- Un senator acuză, București 1996 (a 2-a ediție în 1998)
- Sergiu Nicolaescu acuză, București 1998 (ediția a 2-a a cărții Un senator acuză)
- Cartea revoluției române decembrie '89, Editura Ion Cristoiu, București 1999
- Recviem pentru adevăr, București 1999
- Lupta pentru putere. Decembrie '89, Editura All, București 2005
- Destin și film. Destăinuirile unui cineast, Editura Axioma Print, București 2009
- Mămăliga a explodat. Decembrie 1989, Editura Institutului Revoluției Române din decembrie 1989, 2011[3]

## Bilder

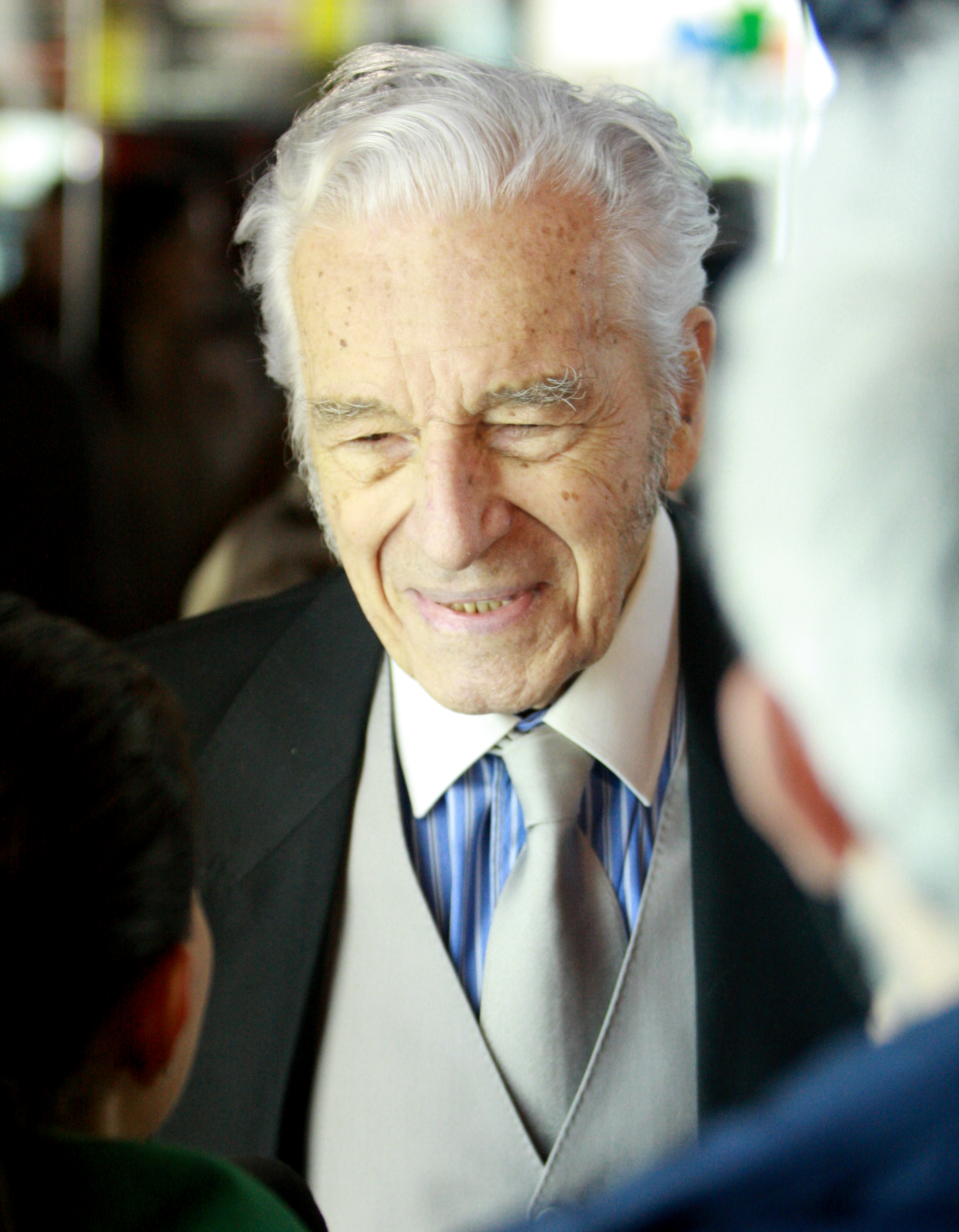
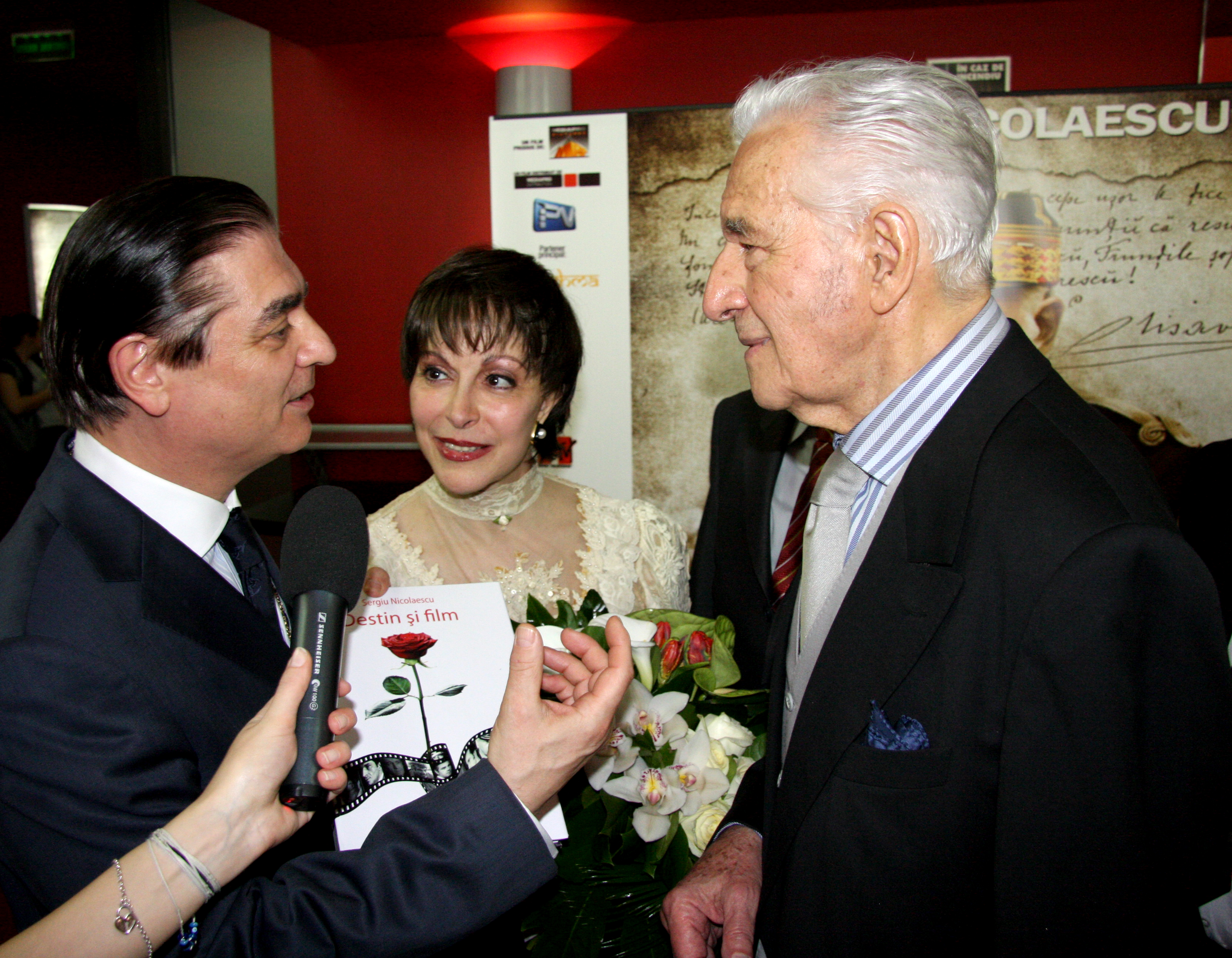
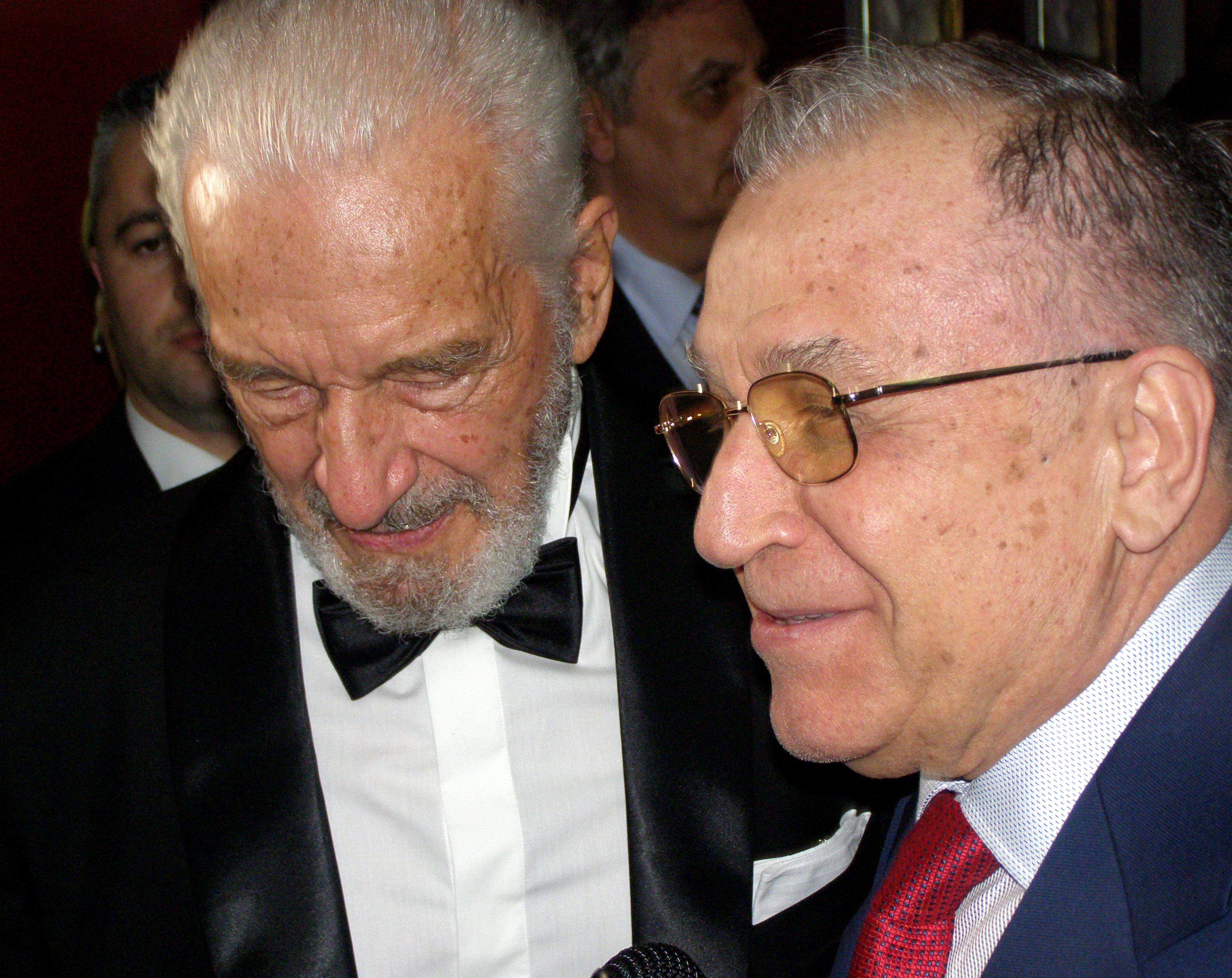
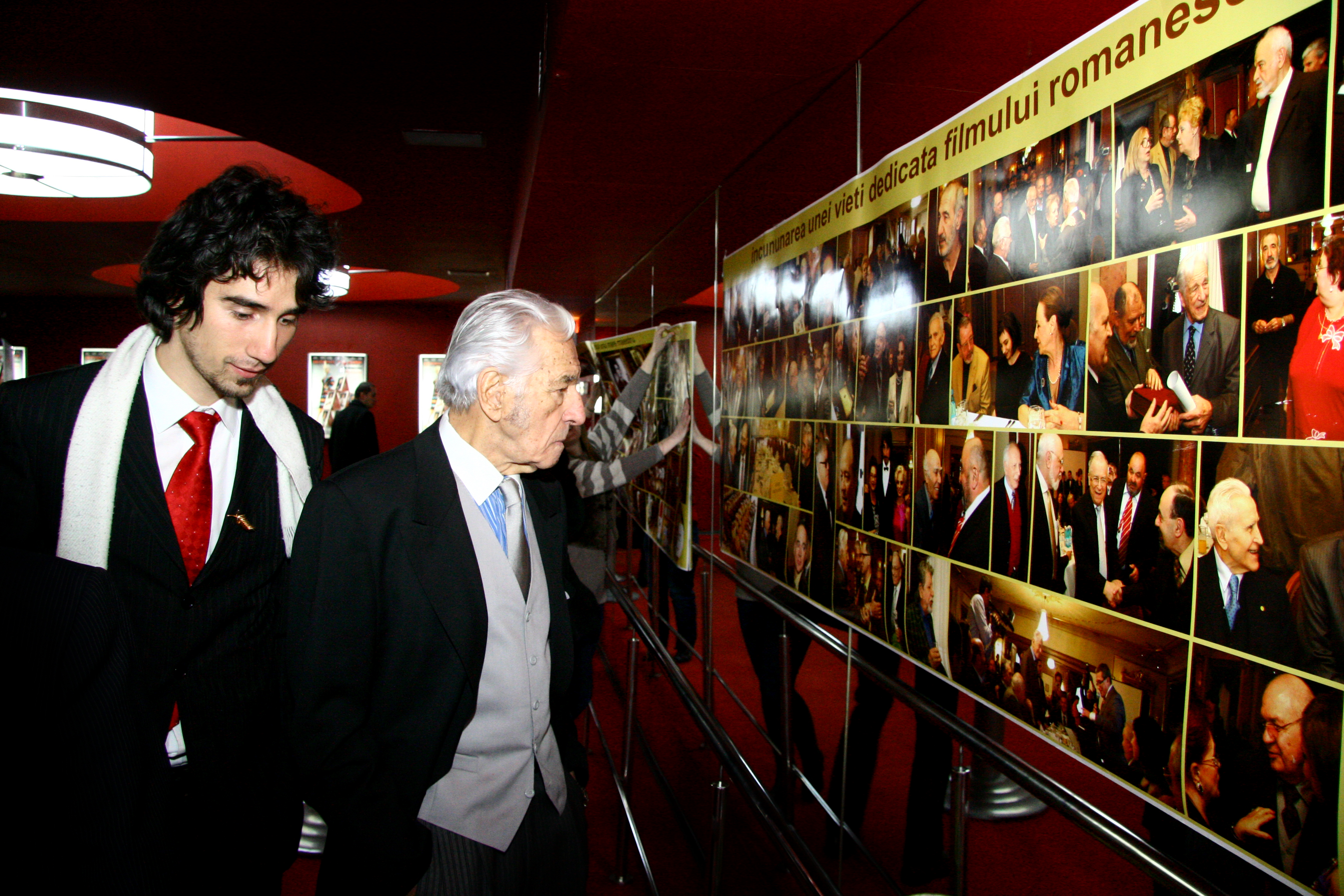